# Hemieuxoa pellucidalis
Hemieuxoa pellucidalis är en fjärilsart som beskrevs av Augustus Radcliffe Grote 1882. Hemieuxoa pellucidalis ingår i släktet Hemieuxoa och familjen nattflyn. Inga underarter finns listade i Catalogue of Life.